# Yuichi Komano
Yuichi Komano (駒野 友一, Komano Yuichi, Kainan, 25 juli 1981) is een Japans voetballer die als verdediger speelt bij FC Imabari.

## Clubcarrière
Yuichi Komano speelde tussen 2000 en 2007 voor Sanfrecce Hiroshima. Hij tekende in 2008 bij Júbilo Iwata.

## Japans voetbalelftal
Yuichi Komano debuteerde in 2005 in het Japans nationaal elftal en speelde 72 interlands, waarin hij 1 keer scoorde. Hij vertegenwoordigde zijn vaderland op de Olympische Spelen 2004 in Athene, waar de selectie onder leiding van bondscoach Masakuni Yamamoto in de groepsronde werd uitgeschakeld.

## Statistieken
| Japans voetbalelftal | Japans voetbalelftal | Japans voetbalelftal |
| Jaar                 | Wed.                 | Dlp.                 |
| -------------------- | -------------------- | -------------------- |
| 2005                 | 5                    | 0                    |
| 2006                 | 10                   | 0                    |
| 2007                 | 12                   | 0                    |
| 2008                 | 13                   | 0                    |
| 2009                 | 9                    | 0                    |
| 2010                 | 11                   | 0                    |
| 2011                 | 7                    | 1                    |
| 2012                 | 5                    | 0                    |
| 2013                 | 6                    | 0                    |
| Totaal               | 78                   | 1                    |